# Албания на зимних Олимпийских играх 2014
Албания принимала участие в зимних Олимпийских играх 2014, которые проходили в Сочи, Россия с 7-го по 23-е февраля 2014 года. Сборная была представлена двумя горнолыжниками. Впервые на зимней Олимпиаде выступала женщина-спортсменка из Албании.

## Горнолыжный спорт
Мужчины
| Спортсмен | Дисциплина        | 1-я попытка | 2-я попытка | Всего | Отставание | Место |
| --------- | ----------------- | ----------- | ----------- | ----- | ---------- | ----- |
| Эрён Тола | Гигантский слалом | DNS         | DNS         | DNS   | DNS        | DNS   |
| Эрён Тола | Слалом            | DNS         | DNS         | DNS   | DNS        | DNS   |

Женщины
| Спортсменка   | Дисциплина        | 1-я попытка | 2-я попытка | Всего   | Отставание | Место |
| ------------- | ----------------- | ----------- | ----------- | ------- | ---------- | ----- |
| Суэла Мехилли | Гигантский слалом | 1:33,55     | 1:34,36     | 3:07,91 | +31,04     | 60    |